# Wood River (Illinois)
Wood River ist eine Stadt im Madison County im Südwesten des US-amerikanischen Bundesstaates Illinois. Das U.S. Census Bureau hat bei der Volkszählung 2020 eine Einwohnerzahl von 10.464 ermittelt.
Wood River liegt am Mississippi River und ist Bestandteil der Metro-East genannten Region, die den in Illinois liegenden Ostteil der Metropolregion um St. Louis in Missouri umfasst.

## Geografie
Wood River liegt auf 38°51'47" nördlicher Breite und 90°05'19" westlicher Länge. Die Stadt erstreckt sich über eine Fläche von 15,5 km², die ausschließlich aus Landfläche besteht.
Wood River liegt an der Mündung des Wood River in den Mississippi River, der die Grenze nach Missouri bildet. Die Stadt liegt zwischen Alton im Nordwesten und Hartford im Süden.
In Wood River treffen die Illinois State Route 3, die Illinois State Route 111 und die Illinois State Route 143 aufeinander. Östlich der Stadt verläuft die autobahnähnlich ausgebaute Illinois State Route 255, die eine Verlängerung der Interstate 255 ist und die östliche Umgehungsstraße des Ballungsgebietes um St. Louis bildet.
Wood River liegt 30,8 km nordnordöstlich von St. Louis, Illinois’ Hauptstadt Springfield liegt 133 km nördlich von Wood River.

## Geschichte
Im Winter 1803–1804 war Camp DuBois in der Nähe der heutigen Stadt Wood River der Ausgangspunkt für die Lewis-und-Clark-Expedition, die die spätere Landnahme durch weiße Siedler vorbereitet hatte. Bis dahin war das Land größtenteils den Ureinwohnern und wenigen Pelzjägern und -händlern überlassen worden.
Während sich im 19. Jahrhundert viele Städte der Region sprunghaft entwickelten, bestimmten im Gebiet der heutigen Stadt Eisenbahngleise und einzelne Farmhäuser das Bild menschlicher Besiedlung. Erst mit der Ansiedlung einer Raffinerie der Standard Oil im Jahre 1907 änderte sich das. Zahlreiche Arbeiter des Unternehmens siedelten sich in der Gegend an. Im gleichen Jahr gründete A. E. Benbow, ein örtlicher Unternehmer, die Stadt Benbow City. In der Nachbarschaft wurde 1908 die Stadt Wood River gegründet und zur Stadt erhoben. Deren Einwohnerzahl stieg und die Stadt begann die Region zu dominieren. Im Jahre 1917 wurde Benbow City nach Wood River eingemeindet.
In den 1920er Jahren war Wood River eine der am schnellsten wachsenden Städte des Landes und es gab mehr Arbeiter als Häuser. Deshalb kaufte die Firma Standard Oil eine Reihe Fertighäuser aus dem Versandhauskatalog von Sears.
Heute ist Wood River eine gut entwickelte Stadt mit kleinen Firmen, Geschäften, Schulen und Kirchen. Unweit der Kreuzung der Illinois State Routes 3 und 143 befindet sich heute ein Nachbau des Camp DuBois, wo jährlich an die Zeit der französischen Trapper und der Lewis-und-Clark-Expedition erinnert wird.

## Demografische Daten
Bei der Volkszählung im Jahre 2000 wurde eine Einwohnerzahl von 11.296 ermittelt. Diese verteilten sich auf 4.725 Haushalte in 2.995 Familien. Die Bevölkerungsdichte lag bei 728,1/km². Es gab 5.013 Wohngebäude, was einer Bebauungsdichte von 323,1/km² entsprach.
Die Bevölkerung bestand im Jahre 2000 aus 97,6 % Weißen, 0,6 % Afroamerikanern, 0,3 % Indianern, 0,5 % Asiaten und 0,4 % anderen. 0,7 % gaben an, von mindestens zwei dieser Gruppen abzustammen. 1,2 % der Bevölkerung bestand aus Hispanics, die verschiedenen der genannten Gruppen angehörten.
24,1 % waren unter 18 Jahren, 10,2 % zwischen 18 und 24, 28,7 % von 25 bis 44, 20,1 % von 45 bis 64 und 16,9 % 65 und älter. Das durchschnittliche Alter lag bei 36 Jahren. Auf 100 Frauen kamen statistisch 90,3 Männer, bei den über 18-Jährigen 86,6.
Das durchschnittliche Einkommen pro Haushalt betrug 33.875 $, das durchschnittliche Familieneinkommen 41.688 $. Das Einkommen der Männer lag durchschnittlich bei 35.097 $, das der Frauen bei 24.522 $. Das Pro-Kopf-Einkommen belief sich auf 18.098 $. Rund 13,2 % der Familien und 14,8 % der Gesamtbevölkerung lagen mit ihrem Einkommen unter der Armutsgrenze.

## Schienenverkehr
Wood River liegt am Rande des Eisenbahnknotens St. Louis. Durch den Ort führt die Bahnstrecke der Union Pacific Railroad von St. Louis nach Chicago. Dabei werden gemeinsam mit der Kansas City Southern die früheren Strecken der Cleveland, Cincinnati, Chicago and St. Louis Railway und der Chicago and Alton Railroad.
Die Norfolk Southern nutzt die früheren Strecken der Alton and Eastern Railroad und der St. Louis and Alton Railway um von St. Louis den Federal Yard in Alton und den Wiles Yard in Hartford.
Die redundanten Strecken der Illinois Terminal Railroad sind stillgelegt. Auch der zuletzt von der Gateway Western Railway genutzte Rangierbahnhof Wood River Yard der Chicago and Alton Railroad ist stillgelegt.

## Persönlichkeiten
- Ken Retzer (1934–2020), Baseballspieler
- Jean Stothert (* 1954), Politikerin (Republikanische Partei), seit 2013 Bürgermeisterin von Omaha